# Ido Cremasco
Ido Cremasco (3 agosto 1952) è un allenatore di calcio ed ex calciatore belga, di ruolo attaccante.

## Carriera
Dal 1970 al 1973 gioca nella seconda divisione belga col Royal Tilleur; nella stagione 1973-1974 milita invece in terza divisione, conquistando una promozione nella categoria superiore, nella quale gioca nuovamente nella stagione 1974-1975.
Nel 1978 viene tesserato dal Sérésien, con cui gioca quattro campionati consecutivi nelle serie minori belghe: in particolare, nei primi 2 anni in squadra vince 2 campionati, passando dalla quarta alla seconda divisione belga, nella quale dopo un campionato (il 1980-1981) terminato al secondo posto in classifica, vince il campionato conquistando la promozione nella prima divisione belga.
Nella stagione 1982-1983 gioca col R.F.C. Sérésien nella prima divisione belga; milita nel medesimo campionato anche nella stagione 1983-1984, nella quale la sua squadra chiude il campionato con un quinto posto in classifica. Gioca in massima serie anche nella stagione 1984-1985. Nell'arco di questo triennio totalizza 85 presenze ed 8 reti nella prima divisione belga.
Successivamente nella stagione 1985-1986 gioca nella seconda divisione belga col Sint-Truiden, l'anno successivo torna al Tilleur ed infine chiude la carriera al Namur.

### Allenatore
Nel 2002 il Royal Tilleur, sua vecchia società in cui aveva esordito in prima squadra, viene rifondata dopo il fallimento di alcuni anni prima, ripartendo dalla quarta divisione provinciale belga; nell'occasione, Cremasco diventa contemporaneamente presidente ed allenatore della società. Ha mantenuto il ruolo di presidente della società fino al 2011.
Nella stagione 2008-2009 ha allenato il R.F.C. Tilleur St.-Gilles, nella seconda divisione provinciale della regione di Liegi.

## Palmarès

### Giocatore

#### Competizioni nazionali
- Tweede klasse: 1

R.F.C. Sérésien: 1981-1982
- Derde klasse: 1

R.F.C. Sérésien: 1979-1980

#### Competizioni regionali
- Promotion (Belgio): 1

R.F.C. Sérésien: 1978-1979